# Csepel-Erdőalja
Csepel-Erdőalja (2012 végéig Erdőalja) Budapest egyik  városrésze a XXI. kerületben, a Csepel-szigeten.

## Fekvése
Határai: a Hév végállomás vonalában és a Csepel Plázával szemben a Szent István út elejétől, Erdőalja utca, délkelet felé Völgy utca vonala végig, Festő utca vonala, Mikkamakka óvoda mögötti képzeletbeli vonal, Erdősor utca északnyugat felé, letérve Szabadság utca, Nagykalapács utca, Akácfa utca a II. Rákóczi útig, végül Hév végállomás vonalában vissza a Szent István útra.

## Története
Csepelnek ez a városrésze az 1920-as években alakult ki. Eredetileg Legelő-telep volt a neve. Erdőalját 2012 decemberében a Fővárosi Közgyűlés Csepel-Erdőalja névre keresztelte át. A városrész előbb a Völgy utca és Erdősor utca közti részen, illetve a II. Rákóczi Ferenc utat határoló területeken vált beépítetté kertes, családi házakkal. A Csepel FC Béke téri sporttelepe mellett, 1948-1955 között épült fel az első lakótelep. Később a kertes házak egy részének a helyén épült fel a győri, kecskeméti és a szegedi házgyár elemeiből összeállított panelházakból álló ÁMK-lakótelep 1983 és 1988 között: először a 3-4, majd néhány év múltán a 10 emeletesek készültek el a Zrínyi utcában és a Kossuth Lajos utca Völgy utca és Erdősor utca közötti részén. (A hajdani Cservenka utca mentén.)

## Érdekesség
A Civil a pályán című, 1951-ben készült film néhány jelenetét itt forgatták.